# Latvijas Televīzija
Latvijas Televīzija (Letlands Fjernsyn, forkoret LTV) er et statsejet public service tv-selskab i Letland som etableredes den 6. november 1954.
Virksomheden er delvis finansieret af statstilskud fra den lettiske regering på cirka 60 procent af driftsudgifterne (2004), hvor resten dækkes af indtægter fra tv-reklamer. Selvom overgang til finansiering ved hjælp af  licensmidler længe har været debatteret, er dette konsekvent blevet modarbejdet af siddende regeringer. Mange medieanalytikere mener, at den virkelige årsag til dette er, at regeringerne er tilbageholdende med at miste den kontrol som statens finansiering af LTV giver.
LTV driver to kanaler: Det lettisk-sprogede LTV1 og det ungdomsorienterede LTV7 (tidligere kaldet LTV2) på både lettisk og russisk. LTV1 står for den årligt tilbagevendende begivenhed Eurovision Song Contest i Letland, og LTV7 står for mange idrætsbegivenheder såsom de olympiske lege, forskellige lettiske sportsligaer og landsholdskampe, KHL, MHL, EM og VM i fodbold.
Virksomheden er medlem af European Broadcasting Union siden den 1. januar 1993. LTV var vært ved Eurovision Song Contest 2003 samt VM i ishockey 2006.